# Поперечне озеро
Попере́чне о́зеро, інколи Ни́жнє Попере́чне о́зеро (рос. Поперечное озеро, Нижнее Поперечное озеро) — природне озеро в Алтайських горах, розташоване в Республіці Алтай (Росія). Належить до високогірних льодовикових водойм. Входить до системи Мультинських озер. Його довжина становить 1,86 км, середня ширина близько 340 м, максимальна глибина сягає 22,6 м, площа дорівнює 41 га.
Вперше досліджене Л. В. Байлагасовим. Поперечне озеро розташоване на території Катунського заповідника. Воно відоме своє незайманою природою і мальовничістю, належить до об'єктів екологічного туризму.

## Географія
Адміністративно озеро знаходиться в Усть-Коксинському районі Республіки Алтай, причому цілком входить до охоронної зони Катунського заповідника. Найближчий населений пункт, село Мульта, віддалений від його берегів у напрямку північного сходу приблизно на 20 км, а найближче місто Горно-Алтайськ розташоване за 400 км. Таким чином, околиці Поперечного озера незаселені, а транспортна інфраструктура навкруги нього представлена лише кількома туристичними стежками.
З фізико-географічної точки зору Поперечне озеро знаходиться на півдні Західного Сибіру, в центральній частині Алтайських гір, саме там, де зосереджені найвищі вершини. Воно лежить в західній частині північного макросхилу Катунського хребта на висоті 1885 м над рівнем моря, причому гірські схили підступають упритул до берегової лінії. За місцем розташування цю водойму, як правило, включають до системи Мультинських озер, причому на картах низької якості часто помилково позначають її як Верхнє Мультинське озеро. За 800 м від Нижнього Поперечного озера вверх по схилу розташоване малознане Верхнє Поперечне озеро, яке за розмірами значно йому поступається (завдовжки близько 700 м). Також по берегах Нижнього Поперечного озера існує ряд дуже малих безіменних озер, деякі з них при переповненні скидають в нього частину води.
Водний простір Поперечного озера витягнутий у меридіальному напрямку, тобто з півночі на південь, обрисами він нагадує гітару. Довжина водойми сягає 1,86 км, середня ширина становить близько 340 м. Найбільш широка південна частина озера, до середини воно звужується у своєрідну «протоку» завширшки близько 130 м, а ближче до північного берега знову ширшає. Площа водного дзеркала становить 41 га. Максимальна глибина озера сягає 22,6 м, за цим показником воно — наймілководніше з Мультинських озер. Острови у водоймі відсутні.

## Гідрологія
За своїм походженням Поперечне озеро належить до льодовикових. Воно утворилось у виораному льодовими масами велетенському гірському цирку, обрисами більше схожому на трогову долину. Льодовики відіграють вирішальну роль не тільки в природній історії цієї водойми, але і в сучасному геологічному періоді, оскільки є головним джерелом її живлення. Саме з навколишніх льодовиків в озеро стікає декілька безіменних струмків, які на крутих схилах утворюють водоспади. Витікає з озера лише річка Поперечна — права притока Мульти, яка в свою чергу, впадає в Катунь. Крім талих льодовикових вод озеро живлять також і снігові, тому що в його околицях зима довготривала, а сніговий покрив потужний.
Особливості живлення накладають відбиток на гідрохімічні властивості озерної води. У першу чергу її вирізняє низька температура, яка мало міняється протягом року. Так, у липні Поперечне озеро прогрівається лише до 8—12 °C, що робить його непридатним для більшості риб. Вода в озері має відносно невисокий рівень мінералізації та високий рівень хімічної чистоти. Її небесно-голубий колір навіть в порівнянні з іншими мальовничими озерами Алтаю виглядає особливо гарним. Водночас, вода Поперечного озера доволі каламутна, з виразним молочним відтінком. Це обумовлено наявністю в ній дрібного завису — мікрочастинок гірських порід, що утворюються під тиском льодовикової криги і вимиваються гірськими струмками (цей процес називають виносом делювію).

## Флора і фауна
Ландшафти Поперечного озера типово гірські. Північний берег водойми вкриває тайга, на інших берегах переважають високогірні луки і невеликі кам'янисті осипи, називані по-місцевому «курумами». Загалом деревостан по берегах озера негустий і має вигляд рідколісся. Його утворюють здебільшого модрина сибірська і сосна сибірська, більш відома під народною назвою «кедр». На луках влітку багато квітучих рослин (Aquilegia glandulosa, Trollius altaicus, Trollius asiaticus, чемериці зеленоцвітої). Крім них тут повсюдно трапляються види, занесені до Червоної книги Республіки Алтай — Allium altaicum, Paeonia hybrida, Rheum compactum, оливник рожевий. Кам'яні осипи набувають вигляду чагарникової тундри, їх вкривають кущики карликових беріз. В самому озері через низьку температуру води рослинності практично немає.
Тим не менш, воно слугує місцем гніздування і кормовими угіддями деяким водоплавним і коловодним птахам. Звичними пернатими на його берегах можна вважати гірських плисок і пронурків, рідше трапляються великі баклани, чорношиї гагари, великі крехи, великі та малі чирянки. Ссавці зазвичай приходять сюди на водопій, але не мешкають постійно. Навіть таких суто водних тварин як видра і візон на Поперечному озері спостерігають вкрай рідко. Однак його береги використовують як сховок і кормові угіддя бурі ведмеді, рисі, марали (сибірські олені), азійські сарни, білі зайці. Через низьку температуру Поперечного озера його іхтіофауна вкрай бідна, в озері виявлений лише один вид дрібної непромислової риби — бабець сибірський.

## Значення
Поперечне озеро належить до басейну Катуні — однієї з найбільших річок Сибіру, на якій розташовані численні населенні пункти. Отже, його водонаповнення і чистота впливають на якість питної води долинних районів. Окрім гідрологічної значимості ця водойма важлива і як середовище існування, кормові угіддя та транзитний пункт зупинки перелітних птахів коловодного комплексу, а також як водопій для наземних звірів. У зв'язку з цим Поперечне озеро круглий рік охороняють інспектори Катунського заповідника. Самовільні відвідини водойми і, тим більше, ночівля на її березі заборонені. Для любителів природи сюди прокладений піший літній маршрут «До краю озер і водоспадів», який доступний навіть непідготованим мандрівникам. Екскурсії цим маршрутом проводять працівники заповідника, він включає окрім озера Поперечного також відвідини водоспаду на річці Поперечній, сусідніх Середнього і Верхнього Мультинських озер.
Представники узбережної флори і фауни Поперечного озера